# Jean-Louis Margolin
Jean-Louis Margolin är historiker och lektor vid universitetet i Aix-en-Provence specialiserad på politiska massmord i fjärran östern och är medförfattare till Kommunismens svarta bok, där han har skrivit avsnittet om Asien. Han är också knuten till L'Institut de Recherche sur le Sud-Est Asiatique (IRSEA/CNRS) i Marseille.